# Carlo Burattini
Carlo Burattini (Ancona, 4 marzo 1827 – Camerano, 23 luglio 1870) è stato un patriota e marittimo italiano.

## Biografia
Divenuto presto capitano della marina mercantile, abbandonò la navigazione per arruolarsi nei Cacciatori delle Alpi, prendendo parte con valore alla Seconda guerra di indipendenza.
Nel 1860 svolse importante opera nei preparativi alla Spedizione dei Mille, incaricato da Augusto Elia di recarsi a Livorno per arruolare volontari marinai per condurre le navi in Sicilia. Augusto Elia cita che il Burattini era chiamato dai compagni anconitani anche con il soprannome Sbavacchia.
Nella notte della partenza della Spedizione da Genova prese possesso del Lombardo con Augusto Elia, Menotti Garibaldi ed altri volontari, rimanendo a bordo come ufficiale agli ordini del comandante Nino Bixio.
Durante lo Sbarco di Marsala raccolse con ogni mezzo le barche per consentire lo sbarco dei volontari dai piroscafi.
Si distinse combattendo con valore a Calatafimi, Palermo, Milazzo e sul Volturno. Nonostante una precedente ferita all'inguine e non in forze, condusse una pericolosa ricognizione degli avamposti borbonici, ricevendo la lode di Bixio e successivamente la medaglia d'argento al valore.
Fu con Garibaldi nel 1862 in Aspromonte e, dopo l'esito negativo di quella spedizione, rimase sotto sorveglianza della polizia perché ritenuto in possesso di documenti importanti, che però erano già stati trasferiti altrove.
Nonostante la perdita del figlio, avvenuta nel 1865, prese parte alla Terza guerra di indipendenza sul Lago di Garda con Elia e Alberto Mario.
Nel 1903 la Società di mutuo soccorso tra i garibaldini fece trasferire i suoi resti mortali presso il cimitero comunale di Ancona.